# Iraq Liberation Act
L'Iraq Liberation Act de 1998 est une déclaration politique du Congrès des États-Unis appelant à un changement de régime en Irak,. Il a été promulgué par le président Bill Clinton, et affirme que c'est la politique des États-Unis de soutenir les mouvements démocratiques en Irak. La loi a été invoquée en octobre 2002 pour plaider en faveur de l'autorisation de la force militaire contre le gouvernement irakien.

## Soutien aux groupes opposés à Hussein
Cette loi demandait au Président de désigner un ou plusieurs bénéficiaires admissibles de l'aide, avec comme première condition l'opposition à l'actuel régime de Saddam Hussein. Ces groupes devaient, conformément à la loi, comprendre un large éventail de personnes et de groupes qui s'opposaient au régime de Saddam Hussein, tout en soutenant les valeurs démocratiques, des relations pacifiques avec les voisins de l'Irak, le respect des droits de l'homme, le maintien de l'intégrité territoriale de l'Irak, et la coopération entre les opposants démocratiques du régime de Saddam Hussein. Le 4 février 1999, le président Clinton a retenu sept groupes pouvant être soutenus au titre de la présente loi.
Ces groupes étaient :
- L'Entente nationale irakienne (INA) ;
- Le Congrès national irakien ;
- Le Mouvement islamique du Kurdistan irakien (IMIK) ;
- Le Parti démocratique du Kurdistan (PDK) ;
- Le Mouvement pour une monarchie constitutionnelle ;
- L'Union patriotique du Kurdistan (UPK) ;
- Le Conseil suprême islamique irakien.

### Sources
- (en) Cet article est partiellement ou en totalité issu de l’article de Wikipédia en anglais intitulé « Iraq Liberation Act » (voir la liste des auteurs).